# オオバチドメ
オオバチドメ （大葉血止、Hydrocotyle javanica）  は、ウコギ科（旧分類ではセリ科）の植物の一つ。チドメグサに似て葉が大きい。山林の陰地に生える。

## 特徴
全体に柔らかく小柄な多年生草本。茎は細く伸びて地面を這い、節ごとに根を出し、葉を付ける。葉には長い葉柄があり、葉は円形に近くて径3-6cm、縁はごく浅く掌状に切れ込み、その縁には鈍い鋸歯がある。葉表は緑色でつやがなく、表面には細かな毛がまばらに出る。
花をつける茎は斜めに立って10-20cmほどの高さになる。夏から秋にかけ、この枝の葉腋から花茎を伸ばし、団子状の花序を1から数個付ける。花柄には長短の差がある。花序は散形花序が頭状に集まったもので、花は緑白色。花茎の先端では複数の花序が寄り集まる場合もある。
名前は大葉チドメであり、チドメグサに似て葉が大きいことによる。

## 分布と生育環境
本州（関東以西）から九州まで、国外では東南アジア、東アフリカ、オーストラリアに分布する。琉球列島では奄美大島の湯湾岳と徳之島の山上に希に産する。
山林の樹下の湿ったところ、日陰に生える。本属の他の種が平地の日向に生え、往々にして雑草としてはびこるのに対して、本種はそのような場所には見られない。

## 分類
日本には本属の種が6種知られるが、本種は葉の大きさで一回り以上も大きく、判別は容易である。移入種にはより葉の大きいものもあるが、山林に出現するものはない。

## 利害
特に利害はない。